# Washington Nationals
Los Washington Nationals (en español, Nacionales de Washington) son un equipo profesional de béisbol de los Estados Unidos con sede en Washington D. C. Compiten en la División Este de la Liga Nacional (NL) de las Grandes Ligas de Béisbol (MLB) y juegan sus partidos como locales en el Nationals Park.
El equipo fue fundado en 1969 en Montreal (Canadá) como los Montreal Expos, el primer equipo canadiense de la historia de las Grandes Ligas. Tras un intento fallido de contracción en 2001 en el que la franquicia iba a desaparecer, los Expos fueron vendidos a la MLB y en 2005 fueron trasladados a la capital estadounidense, donde adoptaron su denominación actual.
A lo largo de su historia, los Nationals han ganado una Serie Mundial, un banderín de la Liga Nacional y cinco títulos de división.

## Historia

### 1969-2004: Montreal Expos
Los Montreal Expos se unieron a la Liga Nacional en 1969, junto con San Diego Padres, por una mayoría ayudada por Charles Bronfman, un accionista mayoritario de Seagram. Nombrado después de la Expo 67 (Feria Mundial), los Expos tenían como hogar el Jerry Park. Manejado por Gene Mauch el equipo perdió 110 juegos en su primera temporada, coincidentalmente jugando contra los Padres el partido inaugural con récord con menos perdidos y continuando durante su primera década con temporadas de menos de .500
Iniciado 1977, la casa del equipo fue Montreal's Olimpic Stadium, construido para los Juegos Olímpicos de Verano en 1976. Dos años más tarde el equipo ganó 95 juegos, lo más alto de la franquicia, finalizando segundo en el Este de la Liga Nacional. Los Expos iniciaron los 1980's con un grupo de jugadores jóvenes, que incluían al cácher Gary Carter, los outfieldes Tim Raines y André Dawson, el tercer base Tim Wallach, y los pitchers Steve Rogers y Bill Gullickson. El equipo ganó su único campeonato divisional en la temporada acortada por la huelga de peloteros en la temporada de 1981, finalizando esa temporada, cuando fueron derrotados tres juegos a dos por Los Angeles Dodgers en la Serie por el Campeonato de la Liga Nacional. 
El equipo se empezó a gastar en la mitad de los 1980's terminando a mitad de la división Este de la Liga Nacional, finalizando tercero y cuarto lugar en ocho de nueve temporadas de 1982 a 1990. Buck Rodgers fue contratado como mánager después de la temporada de 1985 y guio a los Expos a .500 el mejor récord cinco veces en seis años, con el destello llegado en 1987, cuando ganaron 91 juegos. Finalizaron terceros, solo a cuatro juegos detrás del ganador de la división, los Cardinals.
Bronfman vendió al equipo a un consorcio de dueños en 1991, con Claude Brochu como socio general. Rodgers, en ese momento era el segundo mánager solo detrás de Gene Mauch en número de juegos dirigidos de los Expos, cuando fue reemplazado en forma parcial en la temporada de 1991. En mayo de 1992, Felipe Alou, un miembro de la organización de los Expos desde 1976, fue promovido a mánager, siendo el primer mánager dominicano en la historia de las Ligas Mayores. Alou llegó como líder en el manejo de juegos con los Expos, guiando al equipo a récords ganadores, incluyendo 1994, cuando los Expos, lidereaban un grupo de jugadores talentosos que incluían a Larry Walker, Moisés Alou. Marquis Grissom y el futuro miembro del Salón de la Fama Pedro Martínez, teniendo el mejor récord en las ligas mayores hasta 1994-95 cuando la huelga en las Ligas Mayores forzó a la cancelación del resto de la temporada. Después de la desilusión de 1994, los Expos empezaron a derramarse en el manejo de sus jugadores clave, y el equipo se redujo en sus aficionados.
Brochu vendió el control del equipo a Jeffrey Loria en 1999, pero Loria falló para el cierre de un plan para construir un nuevo parque en el centro de la ciudad, y no se tuvo el apoyo de contratos con la televisión ni de las compañías de radio en inglés para la temporada del 2000, reduciendo la cobertura del equipo a la mitad.
En noviembre de 2001, los dueños de equipos de las Ligas Mayores de Béisbol, votaron 28-2 para que la liga compactara dos equipos de acuerdo a varios cursos: los Expos y Minnesota Twins, ambos habían votado contra la contracción. Posteriormente los Boston Red Sox fueron vendidos a un grupo encabezado por John W. Henry, dueño de Florida Marlins. En orden y para aclarar el camino al grupo de Henry se adueñó de los Red Sox, y Henry vendió los Marlins a Loria y el béisbol vendió los Expos de Loria. Por lo tanto, Metropolitan Sports Facilities Commission, operador del Metrodome, ganó la adjudicación requerida para que los Twins jugarán ahí en el 2002. Las Ligas Mayores de Béisbol trataron de revocar la franquicia de los Twins, y así ayudaron a los Twins y a los Expos como parte de un esquema para la temporada regular. En esta colectiva negociación se firmó con la Asociación de Jugadores de Béisbol de las Ligas Mayores en agosto del 2002, siendo prohibida la contracción hasta el fin del contrato en 2006.
El 29 de septiembre de 2004, la MLB anunció que los Expos se mudaban a Washington D. C. en el 2005. Jugaron su último juego el 3 de octubre en el Shea Stadium, perdiendo con marcador de 8-1 contra los New York Mets. el mismo oponente que los Expos se enfrentaron por primera vez en su inicio en las Ligas Mayores, hacía 35 años. El 15 de noviembre, una ley de los dueños fundadores de la Liga contra las Ligas Mayores y el dueño Jeffrey Loria, fue echada abajo por arbitraje, finalizando en acciones legales que impedían la mudanza. Los dueños de los otros equipos de las Ligas Mayores aprobaron la mudanza a Washington con votación de 28-1 el 3 de diciembre. (El dueño de Baltimore Orioles. Peter Angelos fue el único que dio el voto en contra).

### 2005-2009: Creación de los Nationals
Con la contracción no larga y opción para el término inmediato, Las Ligas Mayores de Béisbol empezaron a mirar un sitio para la recolocación de los Expos. Algunas de las opciones incluían Oklahoma City, Oklahoma; Washington D. C.: San Juan, Puerto Rico; Monterrey, México; Portland, Oregón; Alguna parte del Norte de Virginia como Alington o Duiles; Norfolk, Virginia; Las Vegas; Charlotte, Carolina del Norte. Washington y Virginia emergieron al frente de esta carrera.
En ambos 2003 y 2004, los Expos jugaron 22 de sus partidos como locales en San Juan, Puerto Rico en el Estadio Hiram Birthorn y los 59 juegos restante en Montreal.
Numerosos equipos de béisbol profesional tenían a Washington D. C. como su hogar. Los Washington Senators, un miembro fundador de la Liga Americana, jugó en la capital de la nación por 59 años: de 1901 a 1960 para después mudarse a Minnesota y surgieran los Twins. Estos Senators cuyo dueño fue Clark Griffith y que jugaban en el Griffith Stadium. Este equipo tuvo a notables estrellas como "The Big Train" (El Gran Tren) Walter Johnson, Joe Cronin y el " The Boy Wonder" (El Muchacho Maravilloso) Bucky Harris, los Senators ganaron la Serie Mundial de 1924 pero perdieron la de 1925 y 1933, pero un suceso que impactó fue la mudanza a Minnesota para la temporada de 1961 donde el equipo fue renombrado Minnesota Twins. Un segundo equipo llamado también Washington Senators (1961-1971) llegó a la capital del país, como equipo de expansión de la Liga Americana, junto con California Angels y solo tuvo un récord ganador en sus once campañas, teniendo destellos brillantes como el bateador Frank Howard, el cual era muy querido por los aficionados. El segundo equipo de Senators también se mudó y se fue a Arlington, Texas, para la temporada de 1972 cambiando su nombre a Texas Rangers, y Washington tuvo que esperar 33 años sin equipo de béisbol.
Como situación sentimental, trataron de revivir el nombre de Senators, pero consideraciones políticas fueron determinantes para que se eligiera el nombre de Nationals, como revivir la primera franquicia "oficial" de la Liga Americana con el nombre utilizado de 1905 a 1956. Políticos y otros del District of Columbia objetaron el nombre de Senators porque el District of Columbia no tiene voto representativo en el Congreso. En suma, los Rangers se adueñaron de los derechos del nombre de Senators, por lo que los Nationals tuvieron que adquirir los derechos de una "W" cursiva de los Rangers.
En Washington D. C. el alcalde Anthony A. Williams mantuvo el nombre "Washington Greys", (Grises) en honor del equipo de Ligas Negras Homestead Grays, (Granjeros Grises), (1929-1950) los cuales estaban basados en Pittsburgh, pero jugaron muchos juegos como locales en Washington. Finalmente los dueños del equipo eligieron el nombre "Washington Nationals", el cual había sido el nombre oficial en la Liga Americana de los Washington Senators de 1905 a 1956.

### Washington Nationals
Cuando Ted Lerner tomó el club a mediados del 2006, contrató a Stan Kasten como presidente del equipo. Kasten era ampliamente conocido como el arquitecto de Atlanta Braves antes y durante su carrera de 14 títulos divisionales. Kaster fue también el Gerente General o presidente de muchos otros equipos deportivos del área de Atlanta, incluyendo los Atlanta Hawks y Atlanta Thrashers. "The Plan", como fue conocido, venía de nuevo con una gran reconstrucción y reestructuración del equipo para crecer. Este plan incluía la investigación del sistema de granjas (sucursales) y el draft, y teniendo un equipo adecuado a ir a su nuevo estadio.
En la oficina, los Nationals contrataron al bien respetado director de exploración Mike Rizzo de Arizona, el cual sería el vicepresidente de operaciones de béisbol, segundo en el cargo debajo del gerente general Jim Bowden.
Gracias a tener espalda con espalda la selección número 1 de Stephen Strasburg en 2009 y Bryce Harper en el 2010, y otros fuertes movimientos de su sistema de sucursales, los Nationals comenzaron a contender como equipo en 2012, ganando el título de la división en dos veces: 2012 y 2014. En abril de 2015 el Comisionado Rob Manfred anunció que el Nationals Park fue seleccionado por las Ligas Mayoes como sede del Juego de Estrellas del 2018. 

### Asistencia de aficionados
Nationals Stadium tiene el 12° porcentaje más alta de asistencia entre los estadios de béisbol en el 2014 con una total de 2 millones 579 mil, 389 aficionados que acuden a los juegos de casa para un promedio de 31 844 aficionados por juego. Las multitudes en el National Stadium con conocidos por ser muy quietos y tranquilos en otros estadios. " Si vas a un juego y eres aficionado del equipo contrario no eres molestado," escribió un visitante en visoría de viaje. "D.C. tiene reputación de ser muy educados y su ciudad es rica y ellos no te fastidiaran si vienes de otras ciudades de la Costa Este.
Un prominente aficionado es "Rubber Chicken Man" (El pollero de goma) Hugh Kaufman, quién ondea un pollo de goma sobre el dogout (caseta) al que llama "JuJu" Los periodistas deportivos locales, han notado que hace un ritual de "sacrificio" de los pollos de goma durante el desarrollo del juego de los Nationals. Kaufman fue constructor y ha seguido en el Stadium y en el año 2013, inició un grupo llamado the "Secret Society of the Rubber Chicken (La Sociedad Secreta de los Pollos de Goma) y que ahora tiene a varios jugadores de los Nationals como sus miembros.

### Max Scherzer: segundo juego sin hit ni carrera en la temporada 2015
El 2 de octubre de 2015, en Nueva York, el pitcher Max Scherzer lanzó su segundo juego sin hit ni carrera esta temporada con Washington, una brillante joya de 17 ponches para que los Washington Nationals derrotasen anoche 2-0 a los New York Mets para completar una barrida en la doble cartelera. Los locales ligaron su quinto descalabro en fila.
Apenas un bateador se pudo embasar ante Scherzer, y eso fue cuando el tercera base Yunet Escobar tiró mal a la inicial para un error tras el rodado de Kevin Plawecki al abril el sexto Inning.
"Estas cosas son especiales", dijo Scherzer. "Hacerlo dos veces en una temporada, no me lo creo, no parece posible".
Scherzer se convirtió en apenas el sexto lanzador en la historia con dos juegos sin hits en el mismo año, y el primero desde Roy Halladay en 2010. El retirado as de los Phillies tiró uno en la temporada regular y otro en los playoffs.
En una noche fría y de mucho viento en el Citi Field, Scherzer (14-12) repitió la obra maestra que lanzó contra Pittsburgh Pirates el 20 de junio, en la que estuvo a un ponche del juego perfecto.
Johnny Vander Meet, quién lanzó dos seguidos, Nolan Ryan, Virgil Trucks y Allie Reynolds también tiraron un par en la misma campaña.
El derecho de los Nationals ponchó en fila a nueve bateadores de los Mets hasta que Curtis Granderson falló con elevado inofensivo a Escobar, en su pitcheo número 109 de la noche. Sus 17 ponches empataron la marca del equipo.

### A volar: justicia o injusticia
El 5 de octubre de 2015, los Nationals anunciaron el despido del mánager Matt Williams y su equipo de colaboradores tras no clasificarse a los playoffs un año después de haber sido candidatos al título. La medida fue tomada a pesar de que el equipo terminó con 83-79 y fue superado solo por los Mets en la división Este de la Liga Nacional.
Williams dirigió la novena dos temporadas con récord de 179-145 y el año pasado fue elegido al Mánager del Año de la Liga Nacional tras registrar la mejor marca de la liga. "Toda la temporada fue decepcionante", declaró el gerente general del equipo Mike Rizzo. "No fue nuestro mejor año. Ni el mejor año de Matt. Tampoco el mío".
Los Nationals hicieron uso de la opción de Williams para el 2016 en febrero, pero la temporada que acaba de terminar estuvo llena de derrotas, discordia y hasta una pelea entre Bryce Harper y Jonathan Papelbon en el dogout en pleno partido. Williams no se dio cuenta de la magnitud de lo sucedido sino hasta la noche.
Williams fue elegido el piloto del año en su primera temporada en las Ligas Mayores. Pero da la impresión que su falta de experiencia pesó en la decisión de Rizzo.

### Nationals se inclinó por Dusty Baker, un mánager con experiencia
Washington D. C. 3 de noviembre de 2015: Dusty Baker es el nuevo mánager de Washington Nationals, lo que significa que las Grandes Ligas evitarán tener su primera temporada desde 1988 sin mánagers afroamericanos. Baker ha dirigido en las Mayores por 20 años. Sustituirá a Matt Williams -fue su jugador en el 2004 con San Francisco-, quien fue despedido luego que su falta de experiencia probara ser un problema para los Nationals. Tenían altas esperanzas de llegar a la Serie Mundial al comienzo de la temporada y terminara con marca de 83-79 y sin boleto de postemporada.
"Estábamos buscando un mánager que nos ayudará a lograr nuestra meta más alta, competir por un título de la Serie Mundial", dijo el dueño Ted Lerner. "Durante nuestra amplia búsqueda nos reunimos con muchos candidatos calificados, y al final nos quedó claro que la profunda experiencia de Dusty era lo mejor para nuestro equipo". Baker, quién es afroamericano, se convertirá en apenas el segundo miembro de minorías en tener un puesto de mánager entre 30 equipos de Grandes Ligas, uniéndose a Fredi González con Atlanta Braves, y quién es hispano. Sus 1671 victorias de por vida lo ubican en el puesto 18 en la lista de la MLB y tercero entre los mánagers activos. Él es uno de solo dos mánagers, junto con Bobby Cox, en ganar tres premios de Mánager del Año en la Liga Nacional.
Dusty, de 66 años, tuvo marca de 509-463 en seis temporadas con Cincinnati Reds y terminó tercero en la lista de victorias en la franquicia de los Reds detrás de Sparky Anderson (863) y Bill McKechnie (744). No ha dirigido desde 2013 como parte de una racha de dos temporadas ganadoras allí. Eñ nombre de Bud Black, el exmánager de San Diego Padres y mánager del Año 2010 en la Liga Nacional, había sido mencionado insistentemente como el favorito para ocupar la silla como el séptimo manejador desde que la franquicia de los Nationals se movió de Montreal a Washington en el 2005. De acuerdo al diario USA Today, las conversaciones entre los Nationals y Black se estancaron en un punto, lo que provocó que el equipo diera marcha atrás y se comunicara con Baker, quién no ha dirigido desde que salió de los Reds en el 2013.
Citando una fuente cercana a la situación, el diario reportó que los dueños de Washington le ofrecieron a Black un acuerdo de dos temporadas por menos de 2 millones de dólares, y Black lo rechazó porque era menor dinero del que esperaba. Cuando los Mariners despidieron a Lloyd McClendon el mes pasado, el béisbol se quedó sin mánager afroamericanos. Ninguna temporada ha empezado sin al menos un dirigente afroamericano desde 1998, cuando Frank Robinson reemplazó a Cal Ripken Sr., padre del miembro de Salón de la Fama Cal Ripken Jr., con Baltimore Orioles.

### Harper: Jugador Más Valioso de la Liga Nacional en 2015
New York: Bryce Harper se convirtió el jueves en el pelotero de menor edad votado de manera unánime como el Jugador Más Valioso en la historia. Se hizo del galardón en la Liga Nacional tras una campaña brillante, que no bastó sin embargo para que Washington Nationals avanzaran a los playoffs. Harper cumplió 23 años a mediados de octubre, después de que ya había comenzado la postemporada. El jardinero recibió los 30 votos a primer lugar de parte de los miembros de la Asociación de Cronistas de Norteamérica.
Harper encabezó las mayores en slugging y promedio de embasado. Bateó para .330 con 42 jonrones y 99 impulsadas Paul Goldschmidt, primera base de Arizona, fue segundo en la votación, mientras que Joey Votto, inicialista de Cincinnati, figuró tercero.

### 2019: Ganadores de la Serie Mundial
Los Nacionales comenzaron la temporada 2019 con un récord de 19-31, y sus posibilidades de ganar la Serie Mundial en ese momento eran del 1.5 por ciento. Partieron de ahí con un récord de 74-38, terminando con un récord general de 93-69 y ganando un lugar en el Juego de Comodines de la Liga Nacional de 2019, donde vencieron a los Cerveceros de Milwaukee por 4-3. En la Serie Divisional, los Nacionales derrotaron a los Dodgers de Los Ángeles en cinco juegos, clasificando más allá de la ronda divisional por primera vez en la historia de la franquicia. Los Nacionales luego barrieron a los Cardenales de San Luis en la Serie de Campeonato, dándoles su primer banderín de la Liga Nacional. Luego, el equipo derrotó a los Astros de Houston en el séptimo juego de la Serie Mundial de 2019, dándoles su primer campeonato de la Serie Mundial, con Stephen Strasburg siendo elegido el Jugador Más Valioso (MVP) de la serie. La Serie Mundial de 2019 fue la primera en la historia de la MLB en la que ningún equipo ganó un partido en casa, ya que el equipo visitante ganó en todos los encuentros.

## Jugadores

### Números retirados
| Ryan Zimmerman 3B/1B Retirado en 2022 | Jackie Robinson 2B Retirado en 1997 |

Durante el periodo de la franquicia en Montreal, los Expos retiraron tres números en honor de cuatro jugadores, además del número 42 de Jackie Robinson, que fue retirado por indicación de las Ligas Mayores en todos los equipos el 15 de abril de 1997. Siguiendo al cambio a Washington D. C., los números (excepto el 42) fueron devueltos a la circulación y han permanecido en uso hasta la temporada del 2013, aunque en la historia del equipo, en la sección de los Nationals en website continua refiriendo los números como retirados. Después de que los Expos dejaran Montreal, los canadienses colgaron una pancarta en Bell Centre en honor a los números retirados de los Expos.
Los Nationals retiraron el número 11 de Ryan Zimmerman el 18 de junio de 2022, el primer número retirado por la franquicia.

### Miembros del Salón de la Fama del Béisbol
- Gary Carter
- Tony Pérez

## Palmarés
- Serie Mundial (1): 2019.
- Banderines de la Liga Nacional (1): 2019.
- División Este NL (5): 1981, 2012, 2014, 2016, 2017.

## Rivalidad: Nationals vs Orioles
Los Nationals tienen una rivalidad interliga con los cercanos Baltimore Orioles, apodada "Beltway Series" (Las Series de la Ronda de Circunvalación). Los equipos juegan dos series en cada temporada: una en Baltimore y la otra en Washington desde el año 2006.